# Aechmea lingulata
Aechmea lingulata là một loài thực vật có hoa trong họ Bromeliaceae. Loài này được (L.) Baker mô tả khoa học đầu tiên năm 1879.

## Hình ảnh

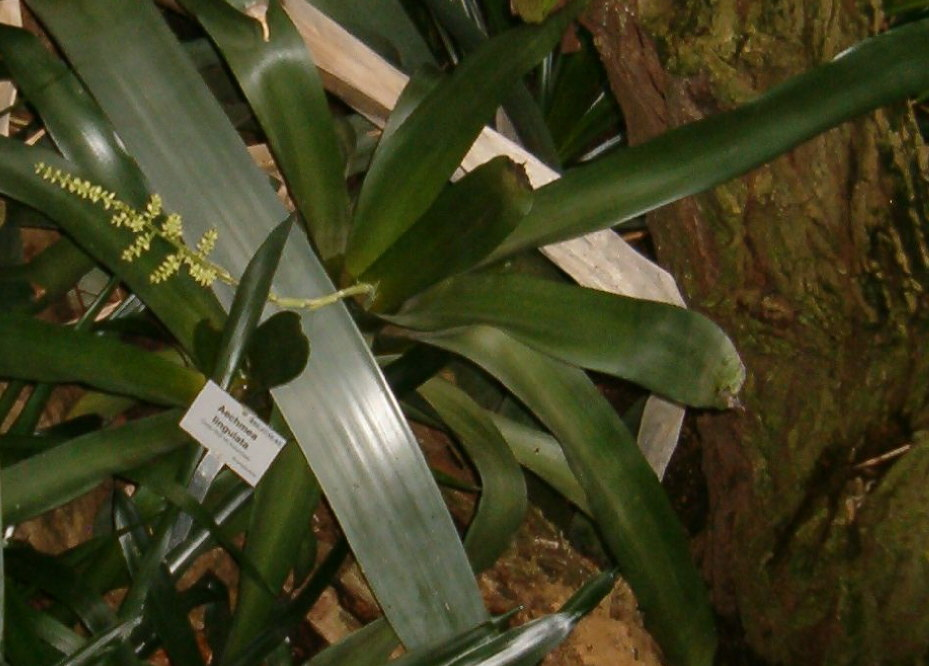
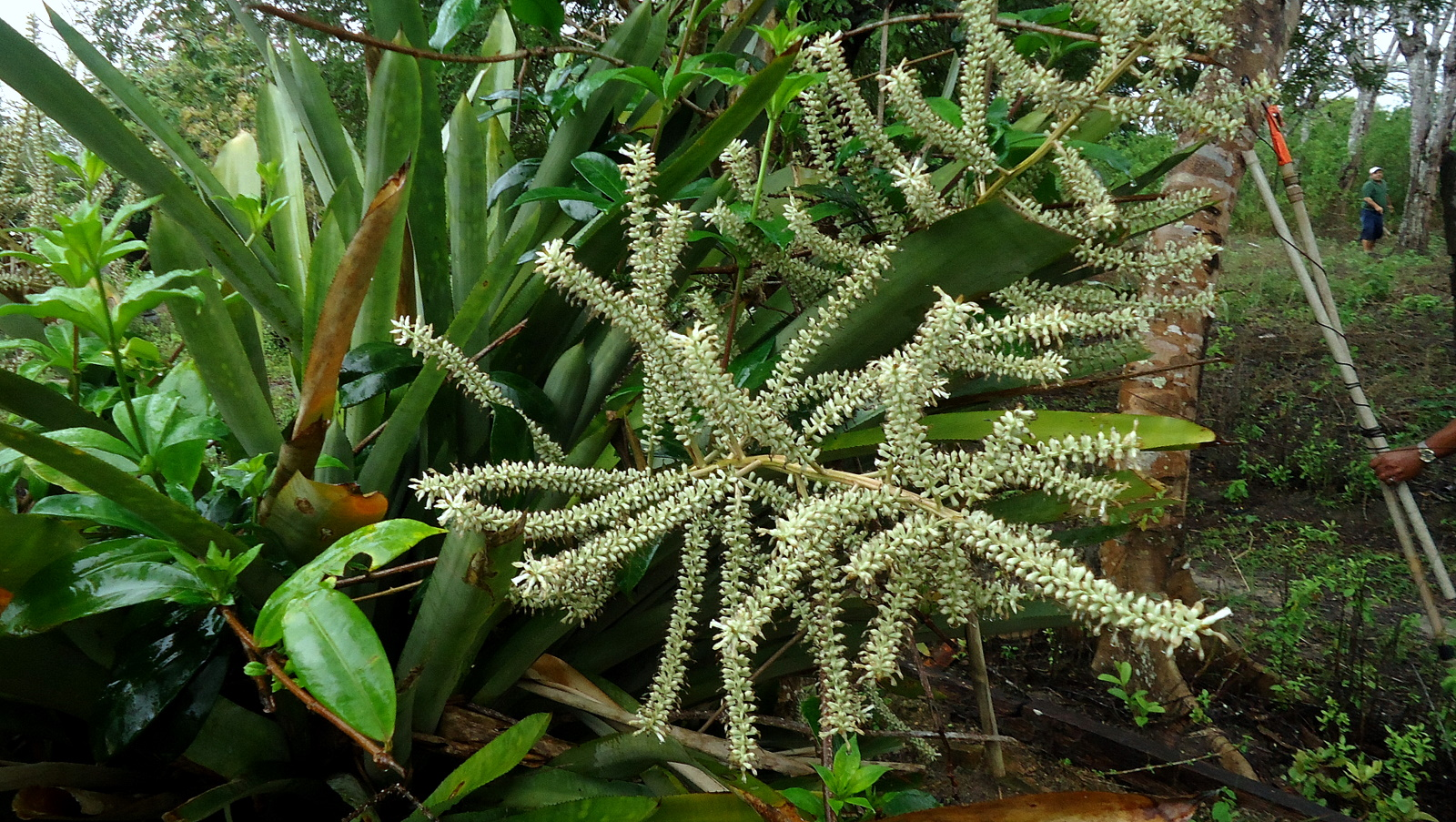
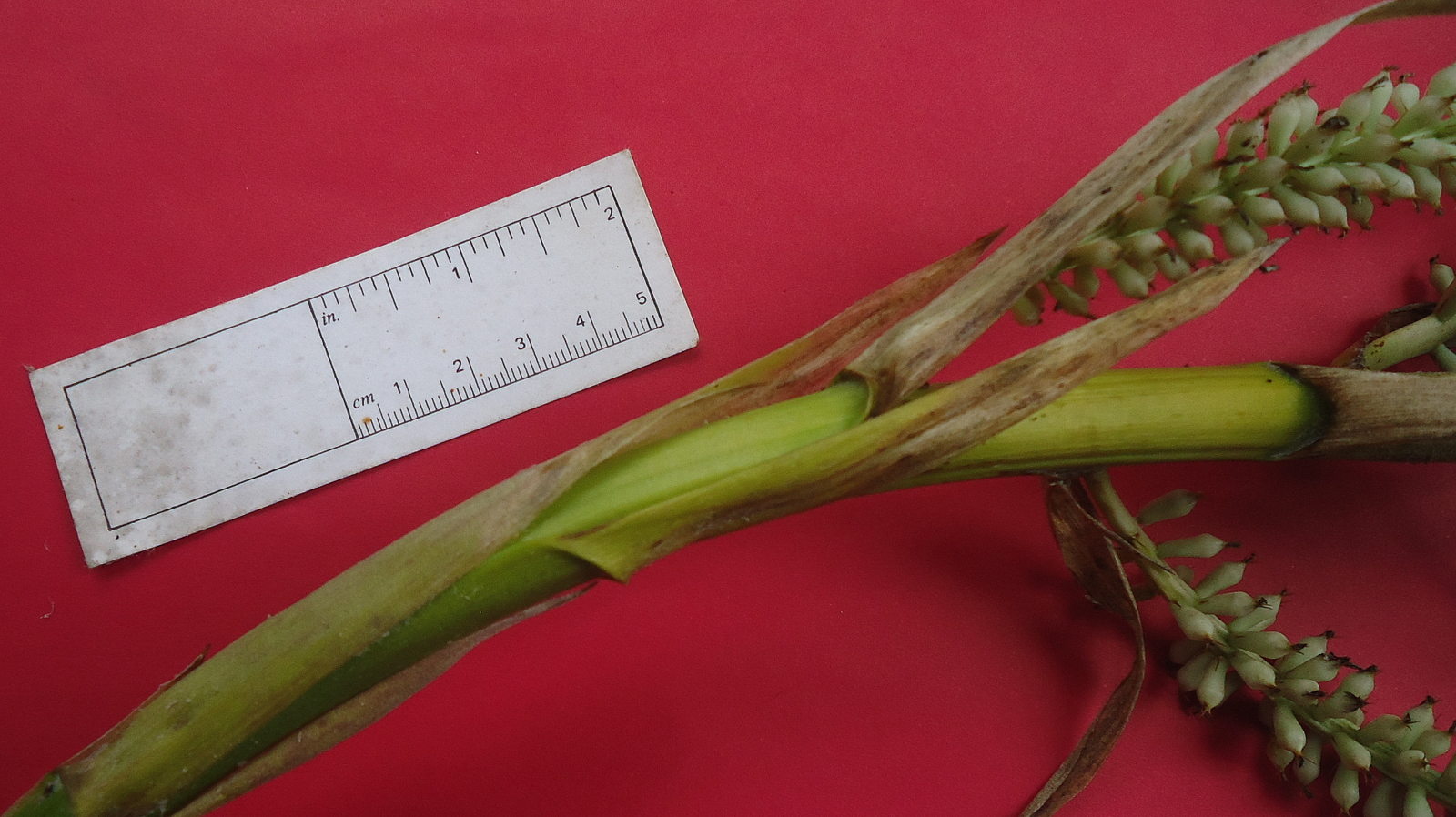
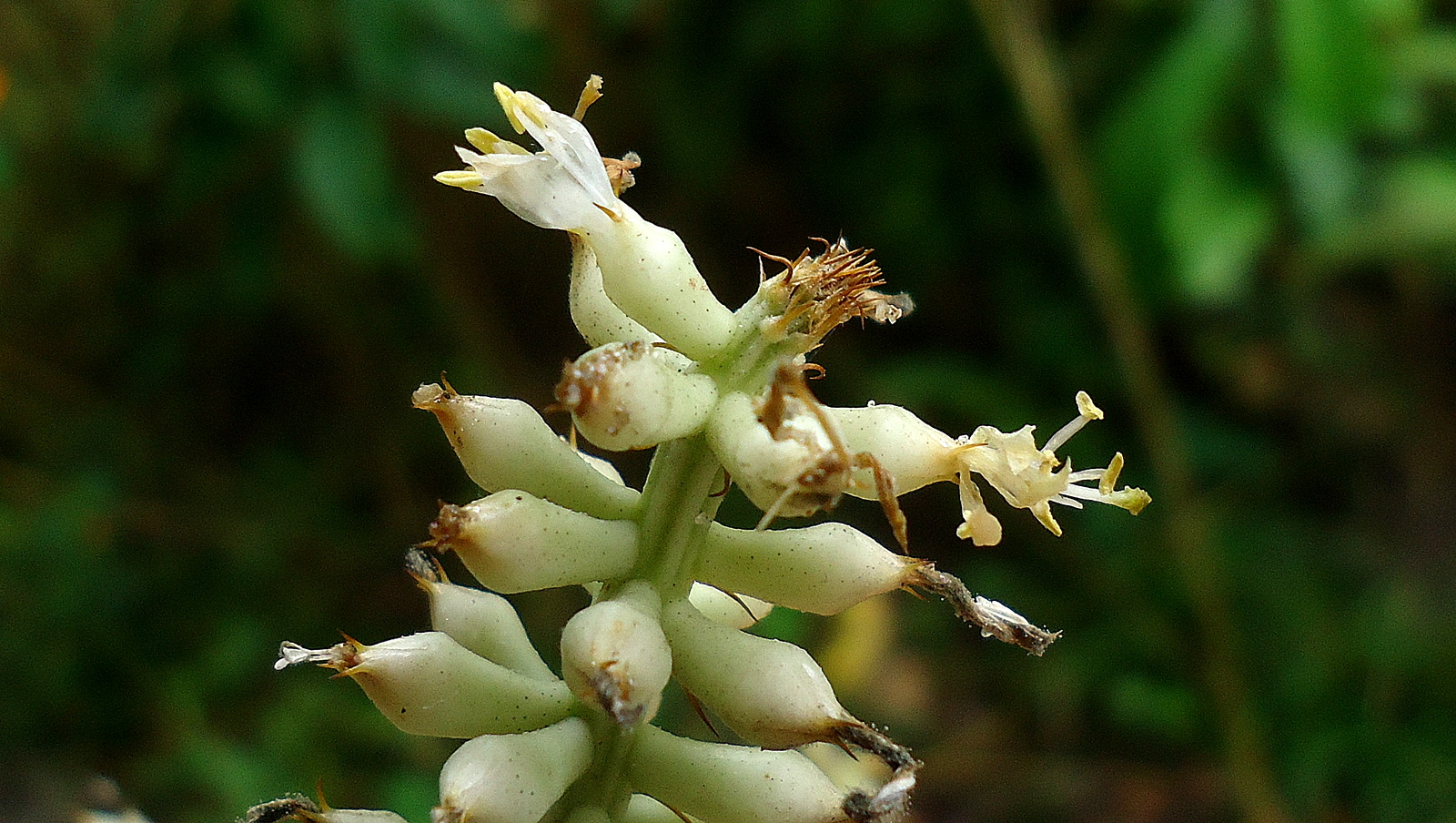